# Chilicola friesei
Chilicola friesei är en biart som först beskrevs av Adolpho Ducke 1907.  Chilicola friesei ingår i släktet Chilicola och familjen korttungebin. Inga underarter finns listade i Catalogue of Life.